# Бричани
Брича́ни (рум. Briceni, Бричень) — місто на півночі Молдови, центр Бричанського району. День міста — 14 жовтня.

## Етимологія
Назва Бричани походить від слова «бричаг» — ніж, знаряддя праці місцевих майстрів. Цей інструмент використався також для самооборони й ведення бою.
За іншою версією назва походить від слова «бричка». Їх виготовляли тут і продавали на знаменитому ринку, куди з'їжджалися з усіх околиць.

## Географія
Розташовано недалеко від кордону з Україною у великій низині, створеній річками Лопатник і Вілія, на відстані 230 км від Кишинева. У місті діє пункт контролю через державний кордон з Україною Росошани — Бричани. З введенням в дію цукрового заводу сюди було прокладено залізничну гілку.

### Природні ресурси
Природними багатствами міста Бричани є земельний фонд, який представлений чорноземами з високим ступенем продуктивності. Навколо міста знаходиться унікальний ліс на площі 30 га, з багатовіковими деревами. У місті є парк і 3 сквери, також зона відпочинку з чотирма ставками, з’єднаними між собою водоспадами. Найбільше озеро на території Бричан має площу 33 га.
У 2003 році місто було відзначено на республіканському конкурсі «Найзеленіше, найкраще впорядковане та найчистіше місто Молдови».

## Історія
Найдавніша документальна згадка про Бричани датується 1562 роком.
У 1812 році в Бричанах була дерев'яна церква 1810 року і старий цвинтар прямо в центрі села. 
1817 року в Бричанах жили 137 єврейських родин.
У 1847 році була відкрита єврейська школа, а в 1885 — єврейський госпіталь.
За даними на 1859 рік у власницькому містечку Хотинського повіту Бессарабської губернії, мешкало 7163 осіб (3358 чоловічої статі та 3805 — жіночої), налічувалось 843 дворових господарства, існувала православна церква, єврейська синагога, 4 єврейські молитовні будинки, приходське та єврейське училище, 4 заводи.
Станом на 1886 рік у царачькому містечку, центрі Бричанської волості, мешкало 756 осіб, налічувалось 178 дворових господарств, існували православна церква, 13 єврейських молитовних будинків, синагога, лікарня, аптека, школа, поштова станція, 169 лавок, 2 пивоварні, винний склад, відбувались по вівторках та неділях. За 18 верст існувала поштова станція. За 19 верст — винокуренний завод та винний склад. За 24 версти — паровий млин.
За даними етнографічної експедиції 1869—1870 років під керівництвом Павла Чубинського, у містечку проживали українці («руснаки»), усе населення розмовляло українською мовою.

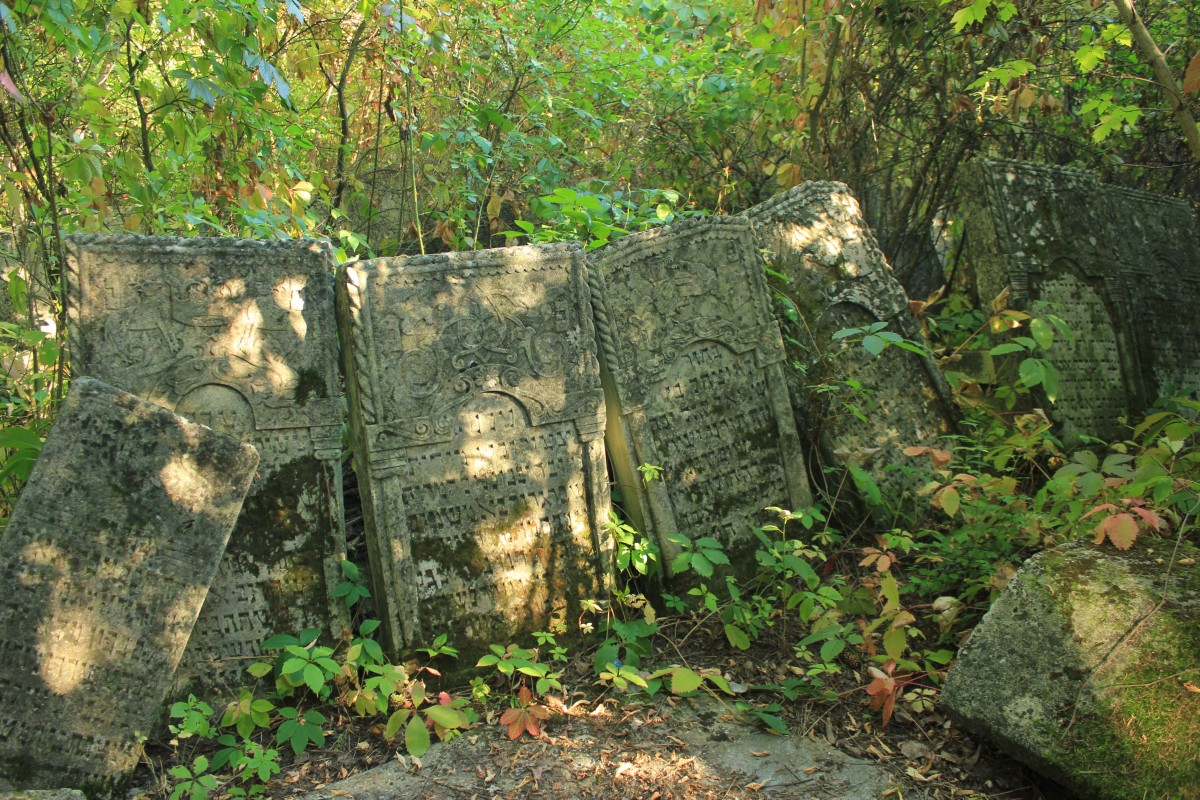
Єврейське кладовище

1897 року євреї становили 96,5 % населення (7184 чол.). У цей момент єврейське населення нечисленне.
У 1902 році в Бричанах було 892 будинки, 1 церква, 1 синагога, чоловіча і жіноча школи з 2 класами, в яких навчалося 112 хлопчиків і 73 дівчинки.
Бричани, як і вся Бессарабія, були окуповані Радянським Союзом в 1940 році на підставі секретного додаткового протоколу до пакту Молотова-Ріббентропа. Румунія, як союзник нацистської Німеччини, повернула цю територію в 1941 році, але знову втратити її в 1944 році.
Справжні перетворення тут починаються з присвоєння місту в грудні 1964 року статусу районного центру. Починають зводити будівлі та установи господарського та соціально-культурного призначення.
1968 року населення Бричан становило 5,9 тис. чоловік. Працював виноробний завод.
2002 року затверджені прапор і герб міста, 2003 року — гімн на музику композитора Костянтина Руснака й слова поетеси Людмили Собейстеки. У 2003 році Бричани були визнані переможцем республіканського конкурсу «Найзеленіше, найупорядкованіше та найчистіше місто».

## Економіка
У місті працюють 7 аптек, лікарня на 176 ліжок, поліклініка, функціонують 38 магазинів, 3 теоретичних ліцеї (молдавський, російський і український), музична й художні школи, 3 дитячих сади, коледж, будинок дитячої творчості, районна бібліотека, приватний телевізійний канал, районна газета, один стадіон, 4 спортзали й 4 спортмайданчика.
Численні заводи, що працювали у 80-90 роки (виноробний, «секретний» у той час завод мікродеталей «Промінь», хлібний, цукровий, комбінат побутових виробів та інші), тепер або закриті, або прийшли в повний занепад. У перші роки XXI століття тут процвітало безробіття. І зараз молоде населення прагне виїхати за кордон або в столицю, де шанси облаштуватися набагато вищі.
Основні способи виживання — дрібний бізнес і перепродаж.

## Етнічний склад міста (2004)
Теперішнє населення міста багатонаціональне: молдовани, росіяни, українці, євреї, цигани.
| Етнічний склад |                |         |         |
| Національність | Національність | %       | %       |
| Українці       | Українці       | 48.73 % | 48.73 % |
| Молдавани      | Молдавани      | 38.92 % | 38.92 % |
| Росіяни        | Росіяни        | 8.41 %  | 8.41 %  |
| Цигани         | Цигани         | 2.11 %  | 2.11 %  |
| Євреї          | Євреї          | 0.59 %  | 0.59 %  |
| Болгари        | Болгари        | 0.30 %  | 0.30 %  |
| Гагаузи        | Гагаузи        | 0.16 %  | 0.16 %  |
| Інші           | Інші           | 0.78 %  | 0.78 %  |

## Відомі бричанці
- Маркович Анастасія Вікторівна (нар. 23 жовтня 1979, Бричани) — українська художниця, працює в стилі сюрреалізму.
- Альберт Вайнштейн — єврейський економіст, статистик.
- І. Ланде (Юзік Ландау) — єврейський поет (їдиш), народився і виріс у Бричанах, жив у Ріо-де-Жанейро (Бразилія), автор збірки «Ліхтіке Кайорн» (Світлі світанки, 1959) та ін.
- Йосл Лернер — єврейський поет (їдиш), педагог.
- Юлій Вікторович Маргуліс (1886, Бричани — 1937, Москва) — меншовик, начальник Управління дорогоцінних металів Наркомату фінансів СРСР. Розстріляний 26 листопада 1937 року, реабілітований 6 червня 1956 року.
- Паул Михня — молдовський поет.
- Григорій Ракітов — радянський політичний і військовий діяч.
- Берл Ройзн — єврейський радянський літературознавець (їдиш), педагог.
- Борис Трахтенброт — радянський та ізраїльський математик, логік; виріс у Бричанах, де його батько — доктор Абрам Трахтенбройт — у 1930-ті роки очолював єврейську громаду.
- Самсон Менахевич Флексор (1838, Бричани — 1907, Відень) — російський юрист і літератор-гебраїст, батько правознавця Давида Флексора.
- Таня Фукс (1896, Бричани — 1950, Буенос-Айрес) — єврейський публіцист (їдиш), із 1921 року жила в Перемишлі, Львові, Чернівцях, у доробку є книга спогадів про дитячі роки у Бричанах, довоєнної Польщі, депортації в гетто Трансністрії до звільнення Червоною армією і переїзд в Аргентину («А вандерунг ібер окупірте гебітн» — Блукання окупованою територією, Буенос-Айрес, їдишем).

## Світлини
|  |
|  |

|  |
|  |

|  |
|  |